# E-Ship
E-ship – rotorowiec zbudowany przez firmę Enercon w stoczni Lindenau w Kilonii. Pierwotnie zaplanowany czas dostawy to 2008. Zwodowany w listopadzie 2006. Po bankructwie stoczni Lindenau statek został przeholowany w styczniu 2009 do stoczni Cassens. Planowane oddanie do użytku przesunęło się na koniec 2009. Statkiem tym mają być dostarczane na cały świat instalacje elektrowni wiatrowych produkowane przez Enercon.

## Wyposażenie
- Statek typu LoLo (ładownie z dźwigiem własnym lub obcym)
- Silniki manewrowe na dziobie i rufie
- klasa lodowa GL E3
- dwa dźwigi (80 i 120 t) o długich wysięgnikach na prawej burcie

Frachtowiec jest wyposażony oprócz klasycznego napędu dieslowsko-elektrycznego w 4 stalowe rotory Flettnera o wysokości 27 m i średnicy 4 m, które osiągają ciąg większy 10 do 14 razy niż żagiel o podobnej powierzchni. Dzięki temu zakłada się oszczędności zużycia paliwa od 30 do 40 procent przy prędkości 16 węzłów. Jest to obecnie standardowa prędkość statków handlowych.